# Église Saint-Rogatien-Saint-Donatien de Saint-Rogatien
L'église Saint-Rogatien-Saint-Donatien est une église située à Saint-Rogatien, dans le département français de la Charente-Maritime en région Nouvelle-Aquitaine.

## Historique
Cette église dédiée aux deux martyrs nantais Rogatien et Donatien (Enfants Nantais), partiellement détruite lors des guerres de Religion, conserve son portail roman et une niche gothique trilobée. Le chœur est reconstruit en grande partie à la fin du Moyen Âge. Une mesure dîmière du XVe ou XVIe siècle, en granit, est utilisée comme bénitier. 
En 1871, la façade est surmontée d'un campanile où une nouvelle cloche est installé. En 1884, un projet de restauration est ébauché, qui n'aboutit pas. 
En 1987, la façade est restaurée, la partie ouest affaiblie par les intempéries consolidée.
L'église est inscrite au titre des monuments historiques par arrêté du 27 février 1925.

## Galerie

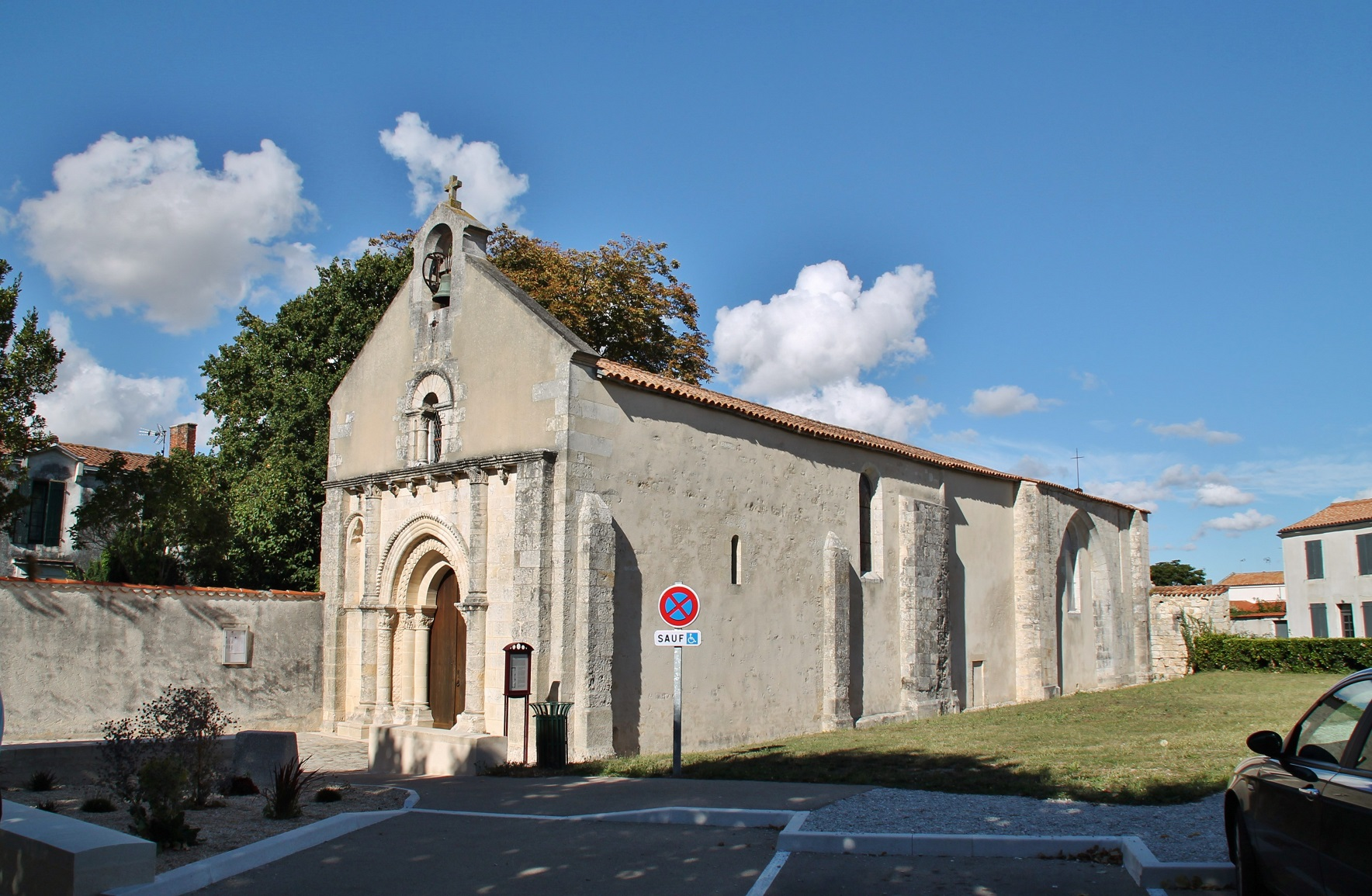